# Ressons-sur-Matz
Ressons-sur-Matz är en kommun i departementet Oise i regionen Hauts-de-France i norra Frankrike. Kommunen ligger i kantonen Ressons-sur-Matz som tillhör arrondissementet Compiègne. År 2022 hade Ressons-sur-Matz 1 742 invånare.

## Befolkningsutveckling
Antalet invånare i kommunen Ressons-sur-Matz
| Referens: INSEE |